# Méthodologie historique
 (février 2024).
 (mars 2010).
 (mars 2010).
Si vous disposez d'ouvrages ou d'articles de référence ou si vous connaissez des sites web de qualité traitant du thème abordé ici, merci de compléter l'article en donnant les références utiles à sa vérifiabilité et en les liant à la section « Notes et références ».
Dans l'épistémologie et en histoire, la méthodologie historique désigne l’ensemble des réflexions qui portent sur les procédés, les moyens, les règles suivies et les contextes des travaux des historiens. Elle tend à expliquer comment les historiens produisent des interprétations historiques, définissent des méthodes considérées déontologiques ou tout au moins valides.
La méthodologie historique cherche notamment à établir les causes des évènements historiques, ainsi que leurs conséquences.

## Recherche et critique des matériaux
L'histoire, comme l'étymologie l'indique, est d'abord une enquête (Ἱστορίαι [Historíai] signifie « enquête » en grec). Il ne suffit pas de lire les écrits laissés par les anciens pour savoir ce qui s'est passé. D'une part parce que ces récits ne témoignent pas de toute la réalité ; d'autre part parce qu'ils peuvent être constitués partiellement ou entièrement d'informations fausses ou déformées. 
Par ailleurs, la recherche et la critique des matériaux ne devraient pas se limiter aux seuls documents écrits, ce qui serait une heuristique trop simple.

### Recherche des sources
La Quellenforschung (recherche de sources) ne se limite pas aux sources narratives, c'est-à-dire celles qui rendent compte directement de ce qui s'est passé (les chroniques médiévales ou un article de journal par exemple). L'historien bénéficie aussi d'un réservoir plus important : les sources documentaires. Celles-ci regroupent l'ensemble des documents dont le but premier n'était pas de renseigner sur l'histoire. Ainsi les rôles de la taille (liste des habitants soumis à l'impôt royal avec pour chacun le montant à payer) n'avaient pas d'intention historienne, mais peuvent nous permettre d'approcher la hiérarchie des fortunes sous l'Ancien Régime. 
Avant de se lancer dans la lecture des sources, l'historien réfléchit sur les documents qui pourraient répondre à la question historique qu'il se pose. La question déterminera les sources. Antoine Prost résume cette idée par une belle image : « L'historien ne lance pas son chalut au hasard, pour voir s'il prendra des poissons, et lesquels ». 
L'éventail des sources à disposition ne cesse de croître. Si, pendant longtemps, la recherche s'est appuyée sur les traces écrites, l'historien fait aujourd'hui feu de tout bois. Lucien Febvre écrivait : « L'histoire se fait avec des documents écrits, sans doute. Quand il y en a. Mais elle peut se faire, elle doit se faire sans documents écrits s'il n'en existe point. Avec tout ce que l'ingéniosité de l'historien peut lui permettre d'utiliser pour fabriquer son miel, à défaut des fleurs usuelles. [...] Toute une part, et la plus passionnante sans doute de notre travail d'historien, ne consiste-elle pas dans un effort constant pour faire parler les choses muettes ». Afin de comprendre l'évolution des paysages et des structures agraires, Marc Bloch a étudié les cadastres du XIXe siècle. De même, l'archéologie fournit des données inédites par rapport aux sources traditionnelles.

### Critique des sources
L'historien ne prend jamais pour argent comptant les sources qu'il a sous les yeux. Il doit conserver une attitude critique à leur égard. C'est ce doute permanent qui fait l'une des spécificités du métier. Il faut saluer les moines mauristes et bollandistes d'avoir posé les premiers jalons de la critique historique au XVIIe siècle.
Les historiens de l'école méthodique, Langlois et Seignobos (d'inspiration positiviste), reprendront ces règles dont le défaut est toutefois de concerner principalement les témoignages écrits.
Ils distinguent ainsi différents types de critique :
- La critique externe porte sur les caractères matériels du document tels son papier, son encre, son écriture, les sceaux qui l'accompagnent. Ainsi, une lettre écrite sur papier, dite du XIIe siècle, est certainement fausse car on écrivait sur du parchemin à cette époque. Ce type de critique nécessite des connaissances en paléographie, en sigillographie, en héraldique, en chronologie, en diplomatique et en épigraphie.
- La critique interne repose sur la cohérence du texte. Il est évident qu'une charte de Philippe Auguste datée au bas de 1225 est un faux car ce roi de France est mort en 1223.
- La critique de provenance touche l'origine de la source. L'historien en tirera des conclusions sur la sincérité et l'exactitude du témoignage. On comprend bien que le récit d'un historiographe officiel tend à magnifier le rôle et les qualités de son prince. D'où un certain doute par rapport à ce qu'il raconte. De même, on n'accordera pas le même poids au récit d'une bataille écrit par un des protagonistes que par un homme né cinquante ans plus tard.
- La critique de portée s'intéresse aux destinataires du texte. Un préfet aura par exemple tendance dans son rapport au ministre de l'Intérieur à minimiser les troubles frappant son département de peur que son supérieur le prenne pour un incapable.

La méthode critique se fonde également sur la comparaison des témoignages. Quand ils concordent, c'est signe de la véracité des faits. Par contre, quand un témoin est contredit par plusieurs autres, cela ne signifie pas automatiquement qu'il ment ou se trompe. Ces autres témoins s'appuient peut-être sur une même source erronée. 
Une fois les témoignages passés au crible de cet arsenal méthodique, l'historien s'attache à bien interpréter le sens du texte. Une solide connaissance historique s'avère encore nécessaire. Si des sans-culottes réclament la « taxation » du blé dans une pétition, il ne faut pas entendre qu'ils demandent l'établissement d'une taxe mais plutôt l'imposition d'un prix maximum. Chez l'amateur, le sens de certains mots peut aboutir à des méprises.
L'historiographie anglo-saxonne a davantage poussé les historiens à se méfier des conclusions qu'on peut tirer de la lecture d'un texte (New Historicism, tournant linguistique).

### De nouvelles méthodes pour faire parler les sources
Ces différentes étapes de la critique inviteraient à croire que le travail des historiens consisterait en fait à lire les textes, éliminer les faux, chasser les erreurs et les inexactitudes afin de découvrir ce qui s'est réellement déroulé. C'est un raccourci qui cache la richesse de la méthodologie historique. 
La recherche sait maintenant tirer parti de tout document, même les faux. Un texte en dit parfois plus par ses non-dits que par son contenu effectif. Un témoignage très subjectif et orienté donnera des informations sur le système de représentation du témoin. L'historien ne vise donc pas toujours à établir la véracité des faits.
Les échanges avec d'autres disciplines ont enrichi la méthodologie des historiens. La sociologie ou l'économie ont joué un grand rôle en répandant l'usage des statistiques. Sous leur impulsion, les historiens dressent depuis les années 1930 des courbes de prix (travaux de Labrousse), de mortalité (travaux de Dupâquier), de production... C'est une révolution dans leur travail car ces méthodes sérielles (ou quantitatives) démontrent que, contrairement à ce que croit l'opinion publique, les faits historiques ne sont pas tout faits, il s'agit parfois de les construire. Autre apport, celui de la linguistique, qui a permis de relire les discours en recherchant les mots-clés contenus à l'intérieur. À travers cette analyse du vocabulaire, l'idéologie de certains groupes (nazi, francs-maçons...) et l'évolution de leurs idées ont davantage été mis en évidence.

### Prise en compte de matériaux autres que les documents écrits
L'historien Marc Bloch, de l'École des Annales, suggéra de prendre en compte d'autres matériaux que les seuls documents écrits.

### Prise en compte de l'ensemble des disciplines
L'historien Marc Bloch suggérait de ne pas restreindre les sources historiques à certaines disciplines. Il pensait qu'il était également nécessaire de prendre en compte les faits économiques.

## Écriture de l'histoire
C'est la deuxième étape du travail de l'historien. 

### Mise en relation des faits historiques
À partir de ses sources, l'historien dégage des faits. Puis il essaie de regrouper ceux qui lui semblent parents, ou qui relèvent du même thème. 
Chaque fait historique a une ou plusieurs causes ; à l'historien de les découvrir. Cette tâche présente plusieurs difficultés même si certaines branches de l'histoire y sont moins confrontées : l'histoire culturelle ou les sujets-tableaux notamment nécessitent davantage un travail de description que la recherche des causes. Dans les autres cas, la détermination des facteurs a une grande importance. L'historien utilise alors son jugement, son imagination ou son expérience. Cette façon de procéder, somme toute peu scientifique (l'histoire n'est pas une science exacte mais une science humaine), nécessite de prendre quelques précautions et de se rappeler quelques mises en garde. 
En premier lieu, il est délicat de se mettre à la place des hommes d'autrefois, car ceux-ci ne vivaient pas dans le même environnement culturel et social que nous et ne pensaient pas comme nous. À ce propos, Lucien Febvre recommandait aux historiens de se méfier de l'« anachronisme psychologique ». Des comportements qui semblent à nos yeux irrationnels pouvaient paraître justifiés autrefois. D'où la nécessité d'une bonne connaissance des systèmes de représentation des gens de l'époque. 
Deuxième précaution à prendre : dégager toute la complexité des causes. Il n'y a jamais une seule cause à un évènement mais une multitude, certaines étant les déclencheurs (l'assassinat de l'archiduc d'Autriche est le détonateur de la Première Guerre mondiale) et d'autres des antécédents plus généraux (la poussée des nationalismes au début du XXe siècle, le climat diplomatique électrique), certaines étant déterminantes, d'autres anecdotiques. Avouons qu'aucun historien ne peut prétendre cerner l'ensemble des facteurs historiques d'un fait et à peser avec certitude l'importance de chacun. 
Troisièmement, l'histoire ne doit pas glisser dans une histoire téléologique. En effet, l'historien se trouve dans une situation particulière par rapport aux contemporains des évènements : il sait ce qui adviendra. D'où le risque de lire l'histoire d'une manière orientée. Prenons l'exemple d'un chercheur qui retrace la campagne de France (1940) face à l'Allemagne. Sachant la déroute finale, il risque d'insister dans son récit sur les points faibles de l'Armée française, ce qui serait une lecture biaisée. L'Armée française avait des atouts. Les ignorer reviendrait à occulter une partie de la réalité historique. 
Enfin, Marc Bloch donnait cette leçon : « les causes en histoire, pas plus qu'ailleurs, ne se postulent. Elles se cherchent ». En effet, l'historien tombe parfois dans la facilité. Combien de fois a-t-on lu qu'un roi fit la guerre puis fut vaincu parce que son armée était moins nombreuse ? C'est vraisemblable mais on a bien vu dans l'histoire, des souverains remporter des batailles malgré une infériorité numérique. Si le roi a perdu pour cette raison, à l'historien de le démontrer et non le postuler.

### Intention de vérité
Au XIXe siècle, l'Allemand Leopold von Ranke explique que l'histoire a pour mission de dire « les choses telles qu'elles se sont passées ». En d'autres termes, la règle de tous travaux historiques est de respecter la vérité des faits. Pour cela, l'historien habille son texte d'un apparat de preuves. En général, un article ou thèse d'histoire comporte des notes de bas de page, à l'intérieur desquelles l'auteur donne les références de sa source (cote d'archives ou titre d'un livre ancien) ou renvoie vers l'ouvrage d'un de ses collègues. Le lecteur doit donc trouver les moyens de vérifier les thèses de l'historien. Au mieux, on trouve la source citée dans la note ou recopiée dans les annexes de l'ouvrage. 
Conséquence de cette exigence de vérité, on demande à l'historien d'être objectif. Reconnaissons-le : c'est un vœu pieux. Dans tous travaux de sciences humaines, le chercheur transmet une part de lui-même, volontairement ou inconsciemment. Henri-Irénée Marrou cite tous les éléments subjectifs d'une œuvre historique : le choix et le découpage du sujet, les questions posées, les concepts mis en œuvre, les types de relations, les systèmes d'interprétation, la valeur relative attachée à chacun. Hayden White prolonge cette idée d'une impossible objectivité du chercheur : comme le romancier, chaque historien a sa propre vision du monde, son type d'intrigue et son mode privilégié d'explication. 
Dans sa réflexion sur l'histoire, Antoine Prost préfère parler de « distanciation et d'impartialité » plutôt que d'objectivité. L'historien doit faire preuve d'honnêteté intellectuelle. Concrètement, cela signifie de mettre entre parenthèses ses propres opinions et ne pas taire les arguments contradictoires. L'historien ne juge pas les phénomènes et les personnages historiques (ceci est bon, ceci est mauvais) mais essaie de les comprendre. Cette attitude n'est pas sans créer une certaine incompréhension dans l'opinion publique lorsque le chercheur aborde des sujets condamnables moralement : le nazisme ou l'esclavage. Car tenter de comprendre, c'est, aux yeux de certains, justifier. 
Cette quête de la vérité s'avère toujours imparfaite, comme pour toutes les sciences cherchant à établir les faits et comprendre le sens des actions humaines (c'est-à-dire les sciences herméneutiques ou « sciences de l'esprit »). D'une part, parce que l'historien n'a jamais à disposition toutes les sources mettant en lumière un évènement. Soit elles n'existent plus (combien d'archives disparues avec les bombardements de 1944), soit elles n'ont jamais existé. D'autre part, parce que nul ne peut prétendre saisir tous les ressorts d'une décision, toutes les motivations, toute la part d'irrationalité d'un homme. Dans les travaux historiques, les hypothèses cohabitent souvent avec les certitudes. En conséquence, le philosophe Paul Ricœur nuance l'idée que l'historien dit vrai et préfère écrire qu'il a « l'intention de vérité ». La vérité est plus un objectif qu'un état du discours historique.

### Forme du discours historique
Pour Henri-Irénée Marrou, il ne fait pas de doute qu'un historien est nécessairement un bon écrivain. À tel point qu'on peut considérer l'histoire comme un genre littéraire. Il faut savoir raconter mais aussi faire passer les nombreux éléments qui cassent le cours logique de la narration : la présentation des thèses contradictoires, le développement d'hypothèses, l'insertion et l'explication de concepts, le commentaire de statistiques, la reconnaissance de l'imperfection d'une source, les notes infrapaginales. Reconnaissons que parfois, les historiens ne s'embarrassent pas de ces éléments complexes pour ne pas dégoûter leurs lecteurs. Dans ce cas, on ne voit plus bien la différence entre un article de journal et un texte historique. 
Le récit est la forme la plus courante du discours historique. Il a en effet l'avantage d'être simple à suivre, surtout lorsqu'on veut montrer l'enchaînement des évènements. Un enchaînement en général selon l'ordre chronologique. Toutefois, l'historien use rarement du récit dans la totalité de son ouvrage. Il s'arrête souvent pour dresser un tableau de la société ou du cadre géographique de son sujet. Parfois, c'est cette forme du tableau que l'historien privilégie pour présenter les résultats de sa recherche. L'organisation du texte historique sera alors plus thématique que chronologique. En fait, la forme dépend du sujet abordé. Un ouvrage sur l'urbanisme romain adoptera plutôt le tableau et un livre sur saint Louis se présentera plutôt sous la forme d'un récit. Attention tout de même aux surprises. Le Dimanche de Bouvines de Georges Duby, au lieu de se révéler une classique restitution du déroulement de la bataille de Bouvines, s'avère une réflexion sur la signification de la guerre, de la paix et de la victoire en 1214.